# Laveyron
Cet article possède un paronyme, voir Aveyron.
Laveyron est une commune française située dans le département de la Drôme, en région Auvergne-Rhône-Alpes.

## Géographie

### Localisation
La commune est située en bordure du Rhône dans la partie nord du département. Elle est située à 35 km au nord de Valence et à 4 km au nord de Saint-Vallier.

### Communes limitrophes
Les communes limitrophes sont  Andancette, Andance, Beausemblant, Saint-Barthélemy-de-Vals, Saint-Uze, Saint-Vallier et Sarras.

### Hydrographie
Le territoire communal borde la rive gauche du Rhône.

### Climat
Pour des articles plus généraux, voir Climat d'Auvergne-Rhône-Alpes et Climat de la Drôme.
En 2010, le climat de la commune est de type climat méditerranéen altéré, selon une étude du CNRS s'appuyant sur une série de données couvrant la période 1971-2000. En 2020, Météo-France publie une typologie des climats de la France métropolitaine dans laquelle la commune est dans une zone de transition entre le climat de montagne et le climat méditerranéen et est dans la région climatique  Moyenne vallée du Rhône, caractérisée par un bon ensoleillement en été (fraction d’insolation > 60 %), une forte amplitude thermique annuelle (4 à 20 °C), un air sec en toutes saisons, orageux en été, des vents forts (mistral), une pluviométrie élevée en automne (250 à 300 mm). 
Pour la période 1971-2000, la température annuelle moyenne est de 12,3 °C, avec une amplitude thermique annuelle de 17,8 °C. Le cumul annuel moyen de précipitations est de 877 mm, avec 7,5 jours de précipitations en janvier et 5,5 jours en juillet. Pour la période 1991-2020, la température moyenne annuelle observée sur la station météorologique de Météo-France la plus proche, sur la commune d'Albon à 6 km à vol d'oiseau, est de 13,0 °C et le cumul annuel moyen de précipitations est de 764,0 mm,. Pour l'avenir, les paramètres climatiques de la commune estimés pour 2050 selon différents scénarios d'émission de gaz à effet de serre sont consultables sur un site dédié publié par Météo-France en novembre 2022.

## Urbanisme

### Typologie
Au 1er janvier 2024, Laveyron est catégorisée petite ville, selon la nouvelle grille communale de densité à 7 niveaux définie par l'Insee en 2022.
Elle appartient à l'unité urbaine de Saint-Vallier, une agglomération inter-départementale dont elle est une commune de la banlieue,. Par ailleurs la commune fait partie de l'aire d'attraction de Saint-Vallier, dont elle est une commune du pôle principal,. Cette aire, qui regroupe 9 communes, est catégorisée dans les aires de moins de 50 000 habitants,.

### Occupation des sols
L'occupation des sols de la commune, telle qu'elle ressort de la base de données européenne d’occupation biophysique des sols Corine Land Cover (CLC), est marquée par l'importance des territoires agricoles (33,6 % en 2018), en diminution par rapport à 1990 (43,3 %). La répartition détaillée en 2018 est la suivante : 
forêts (26,8 %), zones agricoles hétérogènes (26 %), zones industrielles ou commerciales et réseaux de communication (12,2 %), zones urbanisées (11,7 %), eaux continentales (9,7 %), espaces verts artificialisés, non agricoles (6 %), terres arables (3,9 %), cultures permanentes (3,7 %). L'évolution de l’occupation des sols de la commune et de ses infrastructures peut être observée sur les différentes représentations cartographiques du territoire : la carte de Cassini (XVIIIe siècle), la carte d'état-major (1820-1866) et les cartes ou photos aériennes de l'IGN pour la période actuelle (1950 à aujourd'hui).

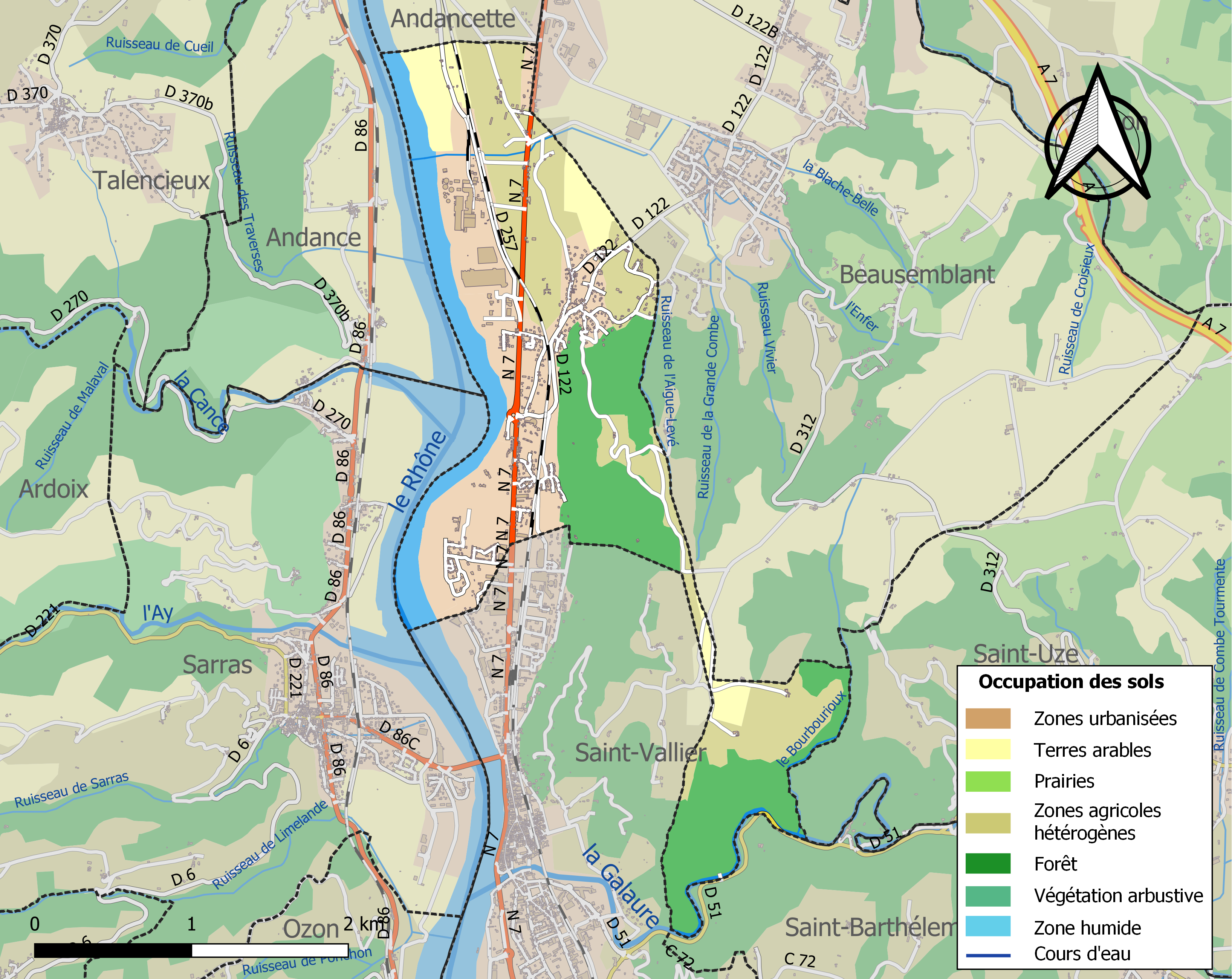
Carte des infrastructures et de l'occupation des sols de la commune en 2018 (CLC).

## Toponymie

### Attestations
Dictionnaire topographique du département de la Drôme :
- 1535 : Le mas de Laveron ou Le mas des Grands Vignes (terrier de Saint-Vallier).
- 1891 : Laveyron, commune du canton de Saint-Vallier.

## Histoire

### Protohistoire: les Celtes
- Monnaies gauloises[14].

### Du Moyen Âge à la Révolution
La seigneurie : au point de vue féodal, Laveyron faisait partie du mandement de Vals (voir ce nom),.
Avant 1790, Laveyron était une communauté de l'élection et subdélégation de Romans et du bailliage de Saint-Marcellin, faisant partie de la paroisse de Saint-Vallier (voir ce nom).

### De la Révolution à nos jours
Cette commune fait partie du canton de Saint-Vallier depuis 1790.

#### Navigation sur le Rhône
Un récit sur la création de la commune a été écrit par un ancien maire, M. Gervais.
Le principal hameau est La Croix des Mailles. Ce nom renvoie à l'époque où les bateaux remontaient le Rhône grâce à la traction des chevaux sur les chemins de halage. Ils traversaient le fleuve à cet endroit (à cause du virage de la voie d'eau), littéralement ils « changeaient de maille », c'est-à-dire de corde de traction, pour rejoindre l'autre rive. D'autres explications, moins pertinentes, relient ce nom aux « mouilles » qui sont des tourbillons d’eau, des creux d’eau dans le fleuve. Laveyron comportait une auberge entre 1800 et 1840, point de rencontre où l'on pouvait trouver des chevaux disponibles pour la traction batelière[réf. nécessaire].
Dès les années 1840, les bateaux à vapeur remplacent progressivement l'utilisation des chevaux afin de relier Valence et Lyon. Cependant, au niveau de Laveyron et de Sarras, ils ne desserviront au début que la rive ardéchoise, laissant les chevaux assurer la traction du côté drômois. La compagnie générale des bateaux refuse de desservir cette rive car elle la juge trop dangereuse. Ce qui justifierait la présence d'un petit port ou d’une rampe d’abordage afin de faire traverser le fleuve aux marchandises (dont la farine issue du moulin d'Arras) et aux personnes. La traversée se fait en bac à rames puis à traille à partir de 1826. La traille est cependant détruite deux ans plus tard à la suite d'un litige. Le bail du propriétaire du bac est résilié et deux ponts suspendus sont construits à Tournon et Andance. Les traversées en bac se poursuivent néanmoins jusqu'en 1856, date à laquelle le préfet de l’Ardèche ordonne la cessation de l'activité car le passeur perçoit une redevance annuelle illégale. On peut encore voir une tour surmontée d’un équipement métallique qui a pu être un des piliers de la traille. Au cours du XXe siècle, elle supporta le mécanisme d'une éolienne afin de pomper l'eau d'un puits situé à côté de la tour[réf. nécessaire].
Afin d'augmenter la partie navigable sur le Rhône, M. Girardon, ingénieur en chef du Service Spécial du Rhône, réalisa de nombreux aménagements dès 1880. Il décida de fermer les bras secondaires du fleuve par des barrages submersibles, d'installer des épis transversaux afin de fixer la profondeur du fleuve et d'installer des seuils de fond afin d’élargir son lit. Le chenal de navigation atteignit ainsi les 1,2 m de hauteur ce qui permit la navigation sans encombre des bateaux à vapeur[réf. nécessaire].
Deux industries furent créées à Laveyron : la tuilerie Félix Crotte en 1856 et la papeterie de la Ferrandinière créée en 1874 par Achille de Montgolfier et son petit-fils Michel Nikly[réf. nécessaire].

## Politique et administration

### Administration municipale
Le nombre d'habitants au dernier recensement étant compris entre 500 et 1 499, le nombre de membres du conseil municipal est de quinze.
À la suite de l'élection municipale de 2014, le conseil municipal est composé de quatre adjoints et de dix conseillers municipaux.

### Liste des maires
| Période                                  | Période   | Identité           | Étiquette   | Qualité  |
| ---------------------------------------- | --------- | ------------------ | ----------- | -------- |
| Les données manquantes sont à compléter. |           |                    |             |          |
| 1945                                     | 1977      | André Gervais      |             |          |
| mars 1983                                | juin 1995 | Michelle Lamazière | PS          |          |
| juin 1995                                | mars 2001 | Rémy Gonon         |             |          |
| mars 2001                                | mars 2008 | Roger Gachet       | DVD         |          |
| mars 2008                                | mai 2020  | Jean-Yves Coquelle | SE puis UDI | Retraité |
| mai 2020                                 | En cours  | Sylvie Perot       |             |          |

## Population et société

### Démographie
L'évolution du nombre d'habitants est connue à travers les recensements de la population effectués dans la commune depuis 1793. Pour les communes de moins de 10 000 habitants, une enquête de recensement portant sur toute la population est réalisée tous les cinq ans, les populations de référence des années intermédiaires étant quant à elles estimées par interpolation ou extrapolation. Pour la commune, le premier recensement exhaustif entrant dans le cadre du nouveau dispositif a été réalisé en 2006.

En 2022, la commune comptait 1 253 habitants, en évolution de +7,55 % par rapport à 2016 (Drôme : +2,64 %, France hors Mayotte : +2,11 %).
| 1793 | 1800 | 1806 | 1821 | 1831 | 1836 | 1841 | 1846 | 1851 |
| ---- | ---- | ---- | ---- | ---- | ---- | ---- | ---- | ---- |
| 202  | 222  | 215  | 346  | 380  | 460  | 492  | 499  | 500  |

| 1856 | 1861 | 1866 | 1872 | 1876 | 1881 | 1886 | 1891 | 1896 |
| ---- | ---- | ---- | ---- | ---- | ---- | ---- | ---- | ---- |
| 515  | 499  | 486  | 448  | 459  | 576  | 504  | 453  | 503  |

| 1901 | 1906 | 1911 | 1921 | 1926 | 1931 | 1936 | 1946 | 1954 |
| ---- | ---- | ---- | ---- | ---- | ---- | ---- | ---- | ---- |
| 458  | 441  | 421  | 386  | 432  | 374  | 381  | 407  | 447  |

| 1962 | 1968 | 1975 | 1982 | 1990 | 1999 | 2006 | 2011  | 2016  |
| ---- | ---- | ---- | ---- | ---- | ---- | ---- | ----- | ----- |
| 641  | 601  | 757  | 766  | 795  | 882  | 913  | 1 007 | 1 165 |

| 2021  | 2022  | - | - | - | - | - | - | - |
| ----- | ----- | - | - | - | - | - | - | - |
| 1 246 | 1 253 | - | - | - | - | - | - | - |

### Manifestations culturelles et festivités
- Fête : le troisième dimanche de juin et le dernier dimanche d'août[14].

#### Loisirs
- Chasse et pêche[14].
- Nautisme[14].

## Économie
En 1992 : céréales (maïs), fruits, ovins, caprins.

## Culture locale et patrimoine

### Lieux et monuments
- Château Braudoulle[14].
- Ferme forte[14].
- Le château de la Ronceraie fut construit en 1891 pour la famille Baboin par l'architecte Charles Roux-Meulien.
  - Aimé Baboin, né en 1845, fit la guerre de 1870 dont il revint indemne. Il travailla un temps à Lyon dans la tullerie de son père puis il dirigea les tulleries de Saint-Vallier. La maison Baboin employait sur le site de Saint-Vallier jusqu’à 300 « canuts ». La tullerie utilisait la soie venue de Lyon et de la vallée. Le tulle est un tissu transparent formé par un réseau de mailles régulières de fins fils de coton, de lin, de soie, de laine. La fabrication du tulle de soie, précédemment monopolisée par les Anglais, était présente dans la vallée du Rhône, particulièrement à Saint-Vallier et à La Voulte-sur-Rhône. Les usines connaissent leur apogée sous le Second Empire. En 1976, en conséquence de l'effondrement du marché du textile dû à la concurrence chinoise, les usines et le château sont vendus.
  - Les boiseries intérieures sont inscrites à la Conservation du Patrimoine depuis 1988.
  - Le château est équipé de l'eau courante depuis le XIXe siècle.
  - Le domaine comprenait une forêt préservée, un verger et un potager. Aujourd'hui, le parc abrite 12 essences différentes d'arbres. Le terrain s'étend sur 50 563 m2. Les jardins ont été initialement dessinés par Marc-Antoine Luizet, paysagiste originaire d'Écully (Rhône). Les arbres du parc sont signalés par des panneaux : érable plane, cornouiller mâle, platane, cèdre du Liban, filaire, frêne élevé, sapin pectiné, robinier faux acacia, buis, érable sycomore, marronnier, tilleul. Le parc est aménagé pour recevoir des manifestations publiques, il comporte des toilettes, des poubelles, des terrains de tennis et de pétanque. Il est par ailleurs utilisé pour des courses d'orientation comme en témoigne la présence de poinçons.
  - Il fut occupé par les troupes allemandes durant la Seconde Guerre mondiale. Sept Allemands sont enterrés sous un arbre du parc.
  - Le château est devenu propriété de la mairie en 1980 et l'ancienne usine Baboin est aujourd'hui la maison des associations[réf. nécessaire].
- Église du XIXe siècle[14].

### Personnalités liées à la commune
- Aimé Baboin (1845-1919), industriel en soieries à Saint-Vallier, constructeur de La Ronceraie, actuelle mairie de Laveyron[réf. nécessaire].

### Héraldique, logotype et devise
|  | Laveyron possède des armoiries dont l'origine et le blasonnement exact ne sont pas disponibles. |